# Los Jardines (metro de Caracas)
Los Jardines es una de las estaciones de la línea 3 del Metro de Caracas. La estación, está ubicada la Avenida Intercomunal del Valle a la altura del sector Los Jardines, en la Parroquia El Valle (Caracas), de allí su nombre. 

## Características
Esta estación posee 5270,60 m² de construcción, es de tipo subterránea y cuenta con 2 niveles y un andén de tipo central, que posee características especiales para las personas con discapacidad, como canaletas en el suelo para personas con discapacidad visual, las cuales guían a éstas a puntos del andén como los ascensores o áreas del andén especial para discapacitados.Su decoración interna es de color verde,en varias tonalidades y con un patrón fractal, en alusión al nombre de la estación.
La estación cuenta con un sistema de ventilación ambiental que toma aire del ambiente y lo filtra para luego mantener la estación con una temperatura adecuada, evitando usar aires acondicionados de alto consumo eléctrico. La estación posee también un alto sistema de seguridad y vigilancia, además de una buena iluminación, sistema de sonido y un cielo raso o techo que brinda una buena perspectiva de la estación. En la estructura externa de la estación existe un Mini-Centro Comercial del Metro de Caracas, con 13 locales comerciales.

## Salidas
Posee dos salidas:
- Avenida Intercomunal del Valle, acera oeste: Da al nuevo Mini-Centro Comercial del Metro de Caracas. Posee un ascensor para discapacitados, unas escaleras fijas y dos eléctricas.
- Avenida Intercomunal del Valle, acera este: Contiene un jardín interno con diferentes especies de plantas para los detalles arquitectónicos.